# Tour de Qatar de 2013
El Tour de Qatar de 2013 fou la dotzena edició del Tour de Qatar. La cursa es disputà en sis etapes, una d'elles contrarellotge per equips, entre el 3 i el 8 de febrer de 2013.
La cursa fou guanyada pel britànic Mark Cavendish, (Omega Pharma-Quick Step), guanyador de les quatre darreres etapes de la cursa. Cavendish superà per 25 segons a l'estatunidenc Brent Bookwalter (BMC Racing Team), guanyador de la primera etapa, i per 26 segons al company d'equip de Bookwalter, Taylor Phinney.
En les classificacions secundàries Cavendish també guanyà la classificació per punts, Phinney guanyà el mallot blanc de la classificació dels joves i el BMC Racing Team la classificació per equips.

## Equips participants
- Llista completa de participants

Els 19 equips participants són:
- 12 equips World Tour: AG2R La Mondiale, Argos-Shimano, Astana Qazaqstan Team, BMC Racing Team, Cannondale, FDJ.fr, Omega Pharma-Quick Step, Orica-GreenEDGE, RadioShack-Leopard, Team Saxo-Tinkoff, Team Sky, Vacansoleil-DCM,
- 5 equips continentals professionals: Bardiani Valvole-CSF Inox, Champion System, IAM, Team Katusha, NetApp-Endura
- 1 equip nacional: equip nacional del Japó

## Etapes
| Etapa    | Data        | Recorregut                             | Km    | Vencedor d'etapa       | Líder de la general    |
| -------- | ----------- | -------------------------------------- | ----- | ---------------------- | ---------------------- |
| 1a etapa | 3 de febrer | Katara Cultural Village - Dukhan Beach | 145,2 | Brent Bookwalter (USA) | Brent Bookwalter (USA) |
| 2a etapa | 4 de febrer | Al Rufaa Street (CRE)                  | 14,0  | BMC Racing Team (USA)  | Brent Bookwalter (USA) |
| 3a etapa | 5 de febrer | Al Wakra - Masaieed                    | 143,0 | Mark Cavendish (GBR)   | Brent Bookwalter (USA) |
| 4a etapa | 6 de febrer | Camel Race Track - Al Khor Corniche    | 160,0 | Mark Cavendish (GBR)   | Mark Cavendish (GBR)   |
| 5a etapa | 7 de febrer | Al Zubara Fort - Madinat ash Shamal    | 154,0 | Mark Cavendish (GBR)   | Mark Cavendish (GBR)   |
| 6a etapa | 8 de febrer | Sealine Beach Resort – Doha Corniche   | 116,0 | Mark Cavendish (GBR)   | Mark Cavendish (GBR)   |

## Classificació general final
| #  | Ciclista                   | Equip                   | Temps       |
| -- | -------------------------- | ----------------------- | ----------- |
| 1  | Mark Cavendish (GBR)       | Omega Pharma-Quick Step | 15h 55' 20" |
| 2  | Brent Bookwalter (USA)     | BMC Racing Team         | + 25"       |
| 3  | Taylor Phinney (USA)       | BMC Racing Team         | + 26"       |
| 4  | Adam Blythe (GBR)          | BMC Racing Team         | + 30"       |
| 5  | Bernhard Eisel (AUT)       | Team Sky                | + 32"       |
| 6  | Greg Van Avermaet (BEL)    | BMC Racing Team         | + 32"       |
| 7  | Michael Schär (SUI)        | BMC Racing Team         | + 35"       |
| 8  | Edvald Boasson Hagen (NOR) | Team Sky                | + 39"       |
| 9  | Luke Rowe (GBR)            | Team Sky                | + 40"       |
| 10 | Geraint Thomas (GBR)       | Team Sky                | + 40"       |

## Evolució de les classificacions
| Etapa | Vencedor         | Classificació general | Classificació per punts | Classificació dels joves | Classificació per equips |
| ----- | ---------------- | --------------------- | ----------------------- | ------------------------ | ------------------------ |
| 1     | Brent Bookwalter | Brent Bookwalter      | Brent Bookwalter        | Taylor Phinney           | BMC Racing Team          |
| 2     | BMC Racing Team  | Brent Bookwalter      | Brent Bookwalter        | Taylor Phinney           | BMC Racing Team          |
| 3     | Mark Cavendish   | Brent Bookwalter      | Mark Cavendish          | Taylor Phinney           | BMC Racing Team          |
| 4     | Mark Cavendish   | Mark Cavendish        | Mark Cavendish          | Taylor Phinney           | BMC Racing Team          |
| 5     | Mark Cavendish   | Mark Cavendish        | Mark Cavendish          | Taylor Phinney           | BMC Racing Team          |
| 6     | Mark Cavendish   | Mark Cavendish        | Mark Cavendish          | Taylor Phinney           | BMC Racing Team          |
| Final | Final            | Mark Cavendish        | Mark Cavendish          | Taylor Phinney           | BMC Racing Team          |